# Sanghar
Sanghar (en ourdou : سانگھڑ) est une ville de la province du Sind, au Pakistan. Elle est la capitale du district de Sanghar bien que la troisième plus grande ville seulement.
La population de la ville a été multipliée par plus de trois entre 1972 et 2017, passant de 19 132 habitants à 75 410. Entre 1998 et 2017, la croissance annuelle moyenne s'affiche à 2,1 %, un peu moins que la moyenne nationale de 2,4 %. Selon le recensement de 2023, la population de la ville baisse un peu à 74 112 habitants.
|            | 1972 (rec.) | 1981 (rec.) | 1998 (rec.) | 2017 (rec.) | 2023 (rec.) |
| ---------- | ----------- | ----------- | ----------- | ----------- | ----------- |
| Population | 19 739      | 29 239      | 50 696      | 75 410      | 74 112      |